# Mörkeggad stinkkremla
Mörkeggad stinkkremla (Russula illota) är en svampart som beskrevs av Romagn. 1954. Mörkeggad stinkkremla ingår i släktet kremlor och familjen kremlor och riskor.  Arten är reproducerande i Sverige. Inga underarter finns listade i Catalogue of Life.

## Bildgalleri